# 윌리엄 H. 메이시
윌리엄 H. 메이시(William H. Macy, 1950년 3월 13일 ~ )는 미국의 배우이다.

## 출연 작품

### 영화
- 시빌 액션
- 바비
- 파고
- 매그놀리아
- 플레전트빌
- 의뢰인
- 에어 포스 원
- 쥬라기 공원 3
- 링컨 차를 타는 변호사
- 일급 살인
- 러덜리스
- 더 매니저 - 게리 역
- 케이크 - 레너드 역
- 투-비트 왈츠 - 칼 역
- 룸 - 로버트 역
- 월터 - 닥터 콜먼 역
- 다이얼 어 프레어
- 스틸링 카스
- 블러드 파더 - 커비 역
- 더 레이오버 (감독, 조연)
- 크리스탈
- 사하라 - 샌데커
- 홀랜드 오퍼스 - 교감
- 혹성탈출: 새로운 시대 - 트레바탄

### 드라마
- 쉐임리스 (Showtime)
- 쉐임리스 시즌 11 (Showtime) - 프랭크 갤러거 역